# Granshult
Granshult är en bebyggelse i  Bankeryds socken i Jönköpings kommun. Från 2015 avgränsar SCB här en småort.